# Mr. und Mrs. Smith (1941)
Mr. und Mrs. Smith ist eine US-amerikanische Screwball-Komödie von Alfred Hitchcock aus dem Jahr 1941. Die Hauptrollen spielen Carole Lombard und Robert Montgomery.

## Handlung
Die Ehe des wohlhabenden New Yorker Rechtsanwalts David Smith mit seiner Frau Ann basiert auf einem komplexen und bisweilen bizarren Geflecht von Regeln und Bestimmungen. So darf im Fall eines Ehestreits keiner der beiden den Raum verlassen, bis der Streit beigelegt ist, was unter Umständen bedeutet, dass Mr. Smith tagelang sein Büro nicht aufsuchen kann – sehr zum Ärger seiner Kanzlei.
Eine andere Regel erlaubt beiden, jeden Monat eine Frage stellen zu können, die vom anderen ehrlich beantwortet werden muss. Als Ann eines Tages die Frage stellt, ob er sie wieder heiraten würde, wenn er sich noch einmal entscheiden müsste, antwortet David, dass er dies wahrscheinlich nicht tun würde, da er seine Freiheit zu sehr vermisse. Ann nimmt dies zunächst brüskiert auf, scheint ihm dann aber zu verzeihen.
Als David nach dem Ehestreit in sein Büro zurückkehrt, taucht der Standesbeamte Mr. Deever auf und erklärt David, dass seine Hochzeit aufgrund einer Eingemeindung rechtlich ungültig sei. David erzählt Ann zunächst nichts davon, aber Ann erfährt durch Zufall von der Ungültigkeit ihrer Ehe. Während sie erwartet, dass David ihr erneut einen Heiratsantrag macht, zögert David diesen Moment immer weiter hinaus, um sie auf die Folter zu spannen. Ann denkt nun, er wolle sie tatsächlich kein zweites Mal heiraten, verlässt ihn wutentbrannt und bandelt mit Davids bestem Freund Jeff an, mit dem sie sogar Heiratspläne schmiedet. 
David bemüht sich in der Folgezeit zunächst erfolglos, Ann zurückzuerobern, versucht ihre geplante Ehe mit Jeff vor dessen Eltern zu sabotieren und reist den beiden schließlich in ihren Urlaub in einer Skihütte in Lake Placid nach. Dort spielt er effektvoll einen verzweifelten, betrunkenen Ehemann im Delirium und lässt sich von Ann und Jeff gesundpflegen. Doch Ann bleibt zunächst störrisch. Als Ann seine Täuschung entdeckt, wird sie wütend. Während sie sich heftig streiten, kommt Jeff herein. Er weiß, dass Ann und David füreinander bestimmt sind, als Ann versucht, Jeff dazu zu bringen, gegen David zu kämpfen.
Ann beschließt, mit Ski zur Lodge zu fahren, obwohl sie nicht weiß, wie man Ski fährt. David bietet ihr an, ihr beim Anziehen ihrer Skier zu helfen, bringt sie jedoch in eine Position, die sie am Aufstehen hindert. Während sie kämpft und ihn bedroht, befreit sie einen Fuß, täuscht dann aber Hilflosigkeit vor, indem sie den Ski wieder anbringt. David erkennt ihren Vorwand und bringt sie zum Schweigen, indem er sie küsst.

## Hintergrund
RKO Pictures sicherte sich im November 1939 die Rechte an einem Skript von Norman Krasna, der aber noch keinen Titel für sein Drehbuch hatte. So lief das Projekt zeitweise unter verschiedenen Arbeitstiteln (unter anderem Who Was That Lady I Seen You With?, And So To Wed, Here We Go Again!, The Lady Said No!, That Was My Wife!, Temporarily Yours und Slightly Married), bis sich das Studio schließlich für Mr. & Mrs. Smith entschied.
Carole Lombard, die kurz zuvor zu RKO gewechselt hatte, las das Drehbuch wenig später und überredete Alfred Hitchcock, die Regie zu übernehmen. Dieser war nach eigenem Bekunden von der Grundidee, dem Genre der Screwball-Komödien und den Charakteren wenig begeistert und hielt sich daher strikt an das Drehbuch: „Da ich die Art von Leuten nicht verstand, die in dem Film gezeigt wurden, habe ich die Szenen fotografiert, wie sie geschrieben waren“.
Für die männliche Hauptrolle des Mr. Smith versuchten Lombard und Hitchcock zunächst, Cary Grant zu gewinnen. Nach einer Reihe von Absagen weiterer Filmstars wie Fredric March und George Brent wurde eine Woche vor Drehbeginn Robert Montgomery für die Rolle verpflichtet. Seine Gage überstieg sogar die von Hitchcock – mit 110.000 Dollar pro Woche erhielt er 40.000 Dollar mehr.
Die Dreharbeiten liefen vom 5. September bis zum 2. November 1940. Die Szene, in der ein Gespräch mit Gene Raymond durch die Geräusche einer Toilette erschwert wird, bereitete dem Studio Sorgen. Der Hays Code war sehr streng in Bezug auf die Darstellung von Toiletten und deren Geräuschen. Um eine mögliche Zensur zu umgehen, verzerrte Hitchcock das Spülgeräusch so sehr, dass man es auch für das Geräusch einer Dampfheizung halten könnte.
Lombard erlaubte sich am ersten Drehtag einen Scherz mit Hitchcock (der selbst oft Schauspieler und andere Mitarbeiter foppte): Sie ließ drei Kühe ins Studio kommen und hängte ihnen Schilder mit den Namen der drei Hauptdarsteller um. Damit beantwortete sie das berühmte Zitat von Hitchcock, dass für ihn „alle Schauspieler Vieh“ seien.
Die für Hitchcock sehr untypische Komödie wurde vom Publikum begeistert aufgenommen. Am 30. Dezember 1940 wurde sie von einem Testpublikum in New Rochelle, New York, unter die besten Filme des Jahres gewählt. Nach der Premiere am 20. Januar 1941 in der Radio City Music Hall von New York waren die Vorstellungen in den ersten neun Tagen ausverkauft.
Der Film Mr. & Mrs. Smith aus dem Jahr 2005 mit Brad Pitt und Angelina Jolie in den Hauptrollen hat mit der Screwball-Comedy von 1941 nur den Titel gemein.

## Kritiken
„Das Erstaunliche an diesem Film liegt darin, daß Hitchcock dieselbe Strategie angewendet hat, die sonst seine Melodramen, die einem das Blut gefrieren lassen, kennzeichnet […] Hier sind sie wieder, seine unverwechselbaren Markenzeichen – dieselbe lässige Art, dasselbe Hals-über-Kopf-Finale, dieselbe Sehweise, die aus den Augenwinkeln zu kommen scheint, dieselbe Regie, die wie Nicht-Regie wirkt. Auch der Effekt ist unterm Strich derselbe: noch ein Hitchcock-Hit.“

„Eine der wenigen Komödien von Alfred Hitchcock, in leichtem Stil und mit lockeren Darstellern zu unterhaltsamer Turbulenz gebracht.“

„Der spezielle Hitchcock-Touch ist da.“

„Erwähnenswert ist diese Ehekomödie aus dem Jahr 1940 nur deshalb, weil sie das Bild von dem Gesamtschaffen Hitchcocks abrundet.“

## Cameo-Auftritt
Nach Filmminute 41 kreuzt Hitchcock Montgomerys Weg vor dessen Wohnhaus.

## Synchronisation
Die deutsche Fassung des Films wurde 1970 von der Interopa Film GmbH in Berlin erstellt. Das Dialogbuch schrieb Klaus von Wahl, der auch die Dialogregie hatte.
| Rolle            | Schauspieler      | Synchronsprecher   |
| ---------------- | ----------------- | ------------------ |
| Ann Smith        | Carole Lombard    | Marion Degler      |
| David Smith      | Robert Montgomery | Claus Biederstaedt |
| Jeff Custer      | Gene Raymond      | Ottokar Runze      |
| Chuck Benson     | Jack Carson       | Wolfgang Völz      |
| Mr. Custer       | Philip Merivale   | Kurt Mühlhardt     |
| Mrs. Custer      | Lucile Watson     | Tina Eilers        |
| Mr. Deever       | Charles Halton    | Hugo Schrader      |
| Mrs. Krausheimer | Esther Dale       | Ursula Krieg       |